# Trubbsumpsnäcka
Trubbsumpsnäcka (Viviparus fasciatus) är en snäckart som först beskrevs av Otto Friedrich Müller 1774.  Trubbsumpsnäcka ingår i släktet Viviparus, och familjen sumpsnäckor. Arten är reproducerande i Sverige.